# East Cleveland (Tennessee)
East Cleveland è un census-designated place (CDP) degli Stati Uniti d'America, situato nello stato del Tennessee, nella contea di Bradley.